# Septèmes-les-Vallons
Pour l’article ayant un titre homophone, voir Septème.
Septèmes-les-Vallons (prononcé [sɛptɛm le valɔ̃] ; en provençal Seteme dei Valoun, selon la norme mistralienne) est une commune française située dans la banlieue nord de Marseille, dans le département des Bouches-du-Rhône en région Provence-Alpes-Côte d'Azur.
Ses habitants sont appelés les Septémois.  Le 1er mars 2017 Septèmes-les-Vallons passe de l'arrondissement d'Aix-en-Provence à l'arrondissement de Marseille.

## Géographie

### Situation
Commune limitrophe du nord de Marseille située sur les axes de circulation de l'autoroute A7 et la route nationale N 8.
Elle est située à 215 m d'altitude au niveau de la mairie (place Didier-Tramoni), et s'élève jusqu'à 562 m au niveau plus haut du massif de l'Étoile, sous la Grand Étoile. Le Grand Sanguin culminant à 544 m, et la Petite Étoile à 561 m.
Les risques naturels, miniers ou technologiques sont globalement liés au massif de l’Étoile sur les flancs duquel la commune s'étend.
La commune de Septèmes-les-Vallons est, comme son nom l'indique, enserrée entre plusieurs massifs de montagnes méditerranéennes : l'Étoile à l'Est et la Nerthe à l'Ouest. Au sein de la commune, nous retrouvons un troisième massif : le Belvédère.

### Communes limitrophes
| Les Pennes-Mirabeau | Bouc-Bel-Air         | Simiane-Collongue |
| Les Pennes-Mirabeau | Septèmes-les-Vallons | Simiane-Collongue |
| Les Pennes-Mirabeau | Marseille            | Marseille         |

### Climat
Pour des articles plus généraux, voir Climat de Provence-Alpes-Côte d'Azur et Climat des Bouches-du-Rhône.
En 2010, le climat de la commune est de type climat méditerranéen franc, selon une étude du Centre national de la recherche scientifique s'appuyant sur une série de données couvrant la période 1971-2000. En 2020, Météo-France publie une typologie des climats de la France métropolitaine dans laquelle la commune est exposée à un climat méditerranéen et est dans la région climatique  Provence, Languedoc-Roussillon, caractérisée par une pluviométrie faible en été, un très bon ensoleillement (2 600 h/an), un été chaud (21,5 °C), un air très sec en été, sec en toutes saisons, des vents forts (fréquence de 40 à 50 % de vents > 5 m/s) et peu de brouillards. 
Pour la période 1971-2000, la température annuelle moyenne est de 14 °C, avec une amplitude thermique annuelle de 16,2 °C. Le cumul annuel moyen de précipitations est de 624 mm, avec 6,2 jours de précipitations en janvier et 1,6 jours en juillet. Pour la période 1991-2020, la température moyenne annuelle observée sur la station météorologique de Météo-France la plus proche, « Mimet », sur la commune de Mimet à 11 km à vol d'oiseau, est de 13,3 °C et le cumul annuel moyen de précipitations est de 725,2 mm. 
La température maximale relevée sur cette station est de 39,1 °C, atteinte le 28 juin 2019 ; la température minimale est de −13,4 °C, atteinte le 7 février 2012,,. 
Les paramètres climatiques de la commune ont été estimés pour le milieu du siècle (2041-2070) selon différents scénarios d'émission de gaz à effet de serre à partir des nouvelles projections climatiques de référence DRIAS-2020. Ils sont consultables sur un site dédié publié par Météo-France en novembre 2022.

### Voies de communication et transports

#### Réseau routier
À l'ouest de Septèmes-les-Vallons se trouve la bifurcation entre les autoroutes A7 et A51. La commune est desservie par la sortie 32 de l'A7 (Quartier Notre-Dame à Marseille) et par la sortie 1 de l'A51 (Plan de Campagne).
La ville est traversée par la route D 8n (anciennement RN8) qui relie Aix-en-Provence à Toulon en passant par Marseille et Aubagne. C'est également à Septèmes que se trouve l'origine de la route D543, qui va à Cadenet.

#### Réseau ferroviaire
Septèmes-les-Vallons est desservie par la gare de Septèmes, sur la ligne de Lyon-Perrache à Marseille Saint-Charles (via Grenoble). Cette gare est desservie par les TER Provence-Alpes-Côte d'Azur, dans le cadre de la desserte périurbaine entre Marseille Saint-Charles et Aix-en-Provence. Plus qu'une simple gare, la municipalité a créé un pôle multimodal avec un parking gratuit de 120 places. Par ailleurs, un arrêt de bus à proximité immédiate de la gare permet une correspondance avec les 3 lignes de bus qui desservent la commune (121, 122, 51)

#### Bus
Elle est desservie par les lignes de bus 121 et 122 du réseau RTM. Ces lignes effectuent une boucle à l'intérieur de Septèmes, la 121 dans le sens anti-horaire, la 122 dans le sens horaire. Ces lignes desservent également l'Hôpital Nord de Marseille et le quartier excentré de Septèmes des Peyrards et des Mayans. Ces deux lignes sont couramment surnommées le "Septibus" par les habitants de la commune.
Dans le quartier de Notre-Dame-Limite, à la limite entre le sud de Septèmes et le nord de Marseille, une correspondance est possible entre le 121 et le 122 pour la ligne B2 qui a une fréquence élevée (7 à 8 minutes en heure de pointe, 10 minutes en heures creuses), la ligne 96 à destination du quartier de l'Estaque, ainsi que pour la ligne 97 qui permet un accès rapide au centre de Marseille via l'autoroute A7 (20 minutes environ).
Septèmes-les-Vallons est également desservie par le réseau Cartreize, avec la ligne 51 (Aix - Marseille par RN).

## Urbanisme

### Typologie
Au 1er janvier 2024, Septèmes-les-Vallons est catégorisée grand centre urbain, selon la nouvelle grille communale de densité à 7 niveaux définie par l'Insee en 2022.
Elle appartient à l'unité urbaine de Marseille-Aix-en-Provence, une agglomération inter-départementale dont elle est une commune de la banlieue,. Par ailleurs la commune fait partie de l'aire d'attraction de Marseille - Aix-en-Provence, dont elle est une commune du pôle principal,. Cette aire, qui regroupe 115 communes, est catégorisée dans les aires de 700 000 habitants ou plus (hors Paris),.

### Occupation des sols
L'occupation des sols de la commune, telle qu'elle ressort de la base de données européenne d’occupation biophysique des sols Corine Land Cover (CLC), est marquée par l'importance des forêts et milieux semi-naturels (63,7 % en 2018), en diminution par rapport à 1990 (67,9 %). La répartition détaillée en 2018 est la suivante : 
forêts (45,8 %), zones urbanisées (21,3 %), milieux à végétation arbustive et/ou herbacée (17,8 %), mines, décharges et chantiers (6,7 %), zones industrielles ou commerciales et réseaux de communication (5,2 %), zones agricoles hétérogènes (3 %). L'évolution de l’occupation des sols de la commune et de ses infrastructures peut être observée sur les différentes représentations cartographiques du territoire : la carte de Cassini (XVIIIe siècle), la carte d'état-major (1820-1866) et les cartes ou photos aériennes de l'IGN pour la période actuelle (1950 à aujourd'hui).

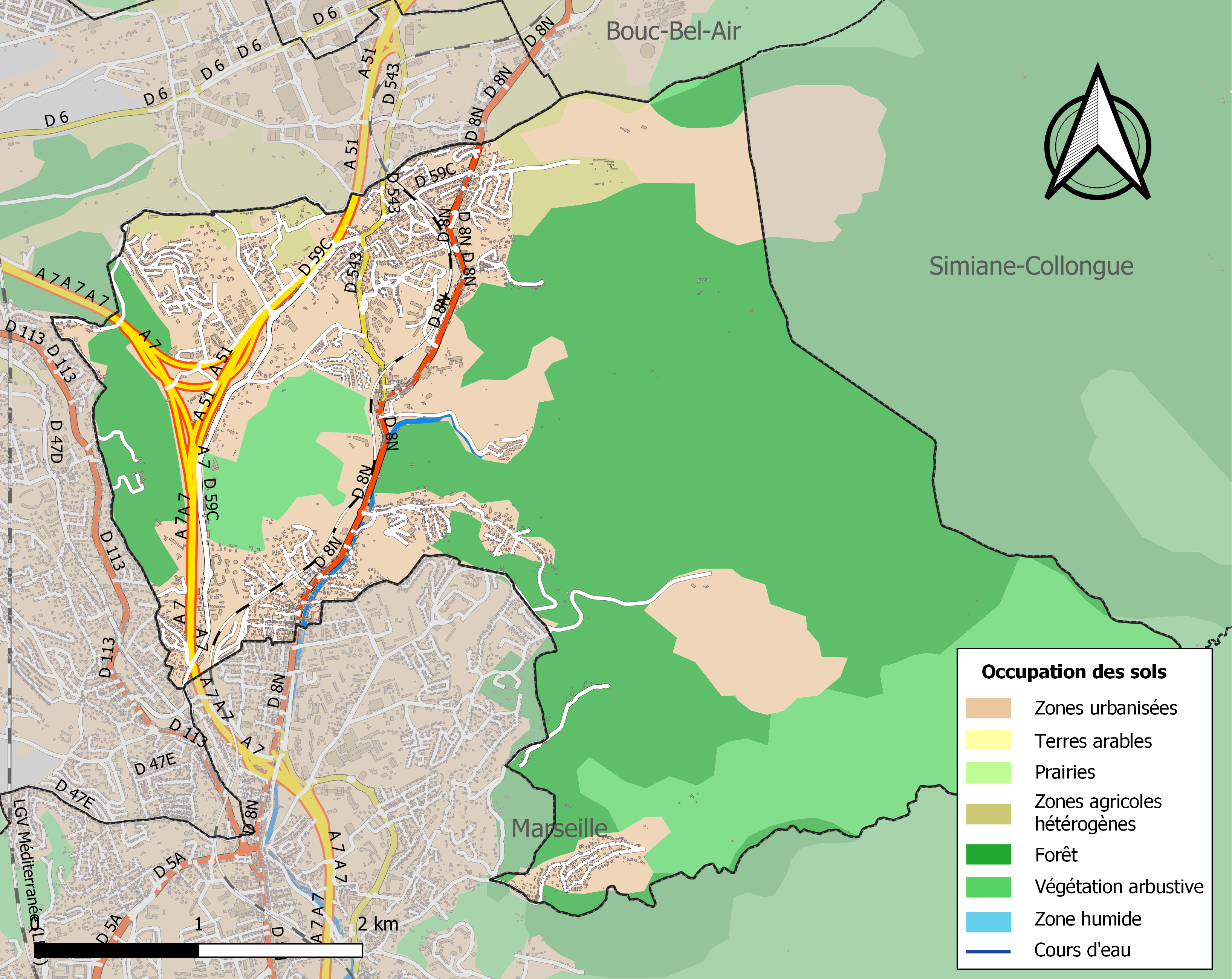
Carte des infrastructures et de l'occupation des sols de la commune en 2018 (CLC).

## Toponymie
La commune tire son nom de la présence autrefois de la septième borne milliaire (lapis septimus) sur la route allant de Massilia (Marseille) à Aquae Sextiae (Aix). Septèmes se trouve en effet à 7  milles romains (milia passuum), environ 10,5 km, du Vieux-Port de Marseille. Elle partage ce caractère avec Septème mais aussi Optevoz ou Diémoz en Isère.

### microtoponymie
Fabregoules : les forges

## Histoire

### Faits historiques

#### Antiquité
Au VIe siècle av. J.-C., les Celto-Ligures occupent l'oppidum des Mayans. À partir de l'an 13 av. J.-C., l'empereur Auguste prolonge la via Aurelia vers Arles, et la dote d'un embranchement vers Marseille, et fait disposer les bornes miliaires tout au long, dont la septième qui donnera son nom à Septèmes.
De cette époque, le vallon de Fabrégoules a livré en 1911 deux autels votifs à Jupiter et à Junon, mais aussi plus tard les traces d'un canal antique vers Marseille

#### Moyen-Âge
Septèmes a appartenu au XIe siècle à l'abbaye Saint-Victor de Marseille puis à l'évêché de Marseille (cartulaire de 1047).
La chapelle de Fabregoules est consacrée en 1056
En 1076, Pons, évêque de Marseille échange Auriol contre les Pennes auxquels est lié Septèmes, alors simple passage fortifié.

#### Époque moderne
Elle devint seigneurie du Chevalier d'Augustine qui l'acquit au XVIIe siècle. Ses descendants la conservèrent jusqu'à la Révolution.
La grande peste sévit en 1720 faisant 200 morts sur 400 habitants et permettant au chevalier Roze et quelques autres de montrer leur dévouement.

#### Époque contemporaine
À la Révolution, une bataille oppose en 1793, dans le défilé, les forces de la conventions aux Marseillais révoltés aux côtés des royalistes et fédéralistes. La bataille est de courte durée. Les habitants rentrent et retrouvent leurs maisons épargnées par les vainqueurs.
La commune a été établie en 1790 par détachement de celle de Les Pennes-Mirabeau sous le nom Septèmes ; l'appellation « les-Vallons » a été accolée par décret le 18 novembre 1919.

#### Seconde guerre mondiale
La Grande Guerre a vu tomber 39 fils de Septèmes.
La région a été occupée par l'armée italienne puis par les Allemands quand les premiers ont fait défection. Une partie des effectifs italiens a  été retenue (détenue) dans les calanques vers l'escalette. Le maquis avait des hommes ici (aux Peyrards), qui organisèrent sabotages et attentats (contre un capitaine et son ordonnance). Il avait dans ses rangs des spécialistes des liaisons radio en liaison avec la construction des émetteurs du Réaltort qui avaient déconseillé la possession d'émetteurs trop près des matériels de détection. La petite garnison s'est vue délestée de la majeure partie de ses éléments fin juillet 44, dont une partie pour renforcer Marseille et la majorité remonter au nord. La libération de Marseille en 1944 fut le résultat de l'action de force principalement issus des colonies (goumiers, spahis, tirailleurs algériens du 7e RTA et tabors marocains du GTM) et des résistants issus des FTP, du 20 au 24 août pour l'encerclement puis du 24 au 27 pour la libération. Septèmes est libérée par la fin de la manœuvre d'encerclement de Marseille qui voit la jonction des 3es et 12e Tabors passés par Peypin/Cadolive, avec le 2e Tabor passé par Saint-Savournin et Simiane mais bloqué à Fabrégoules qui résistait et replié aux Bastidonnes, après avoir les uns et les autres vaincu la contre attaque allemande appuyés par le groupe FTP "Auziac". Des traces des combats persistent sur la façade du château sur la propriété Lafarge. Il abritait une partie du commandement des unités allemandes stationnées sur le domaine. Le château se trouve dans la partie située sur le territoire de Bouc-Belair. Des vestiges et armements ont encore été retrouvés au siècle dernier lors de l'excavation de la carrière.
Un camp d'internement de la police militaire américaine fut ouvert sur la commune en 1944, en rapport avec le camp de Calas.

#### Époque contemporaine

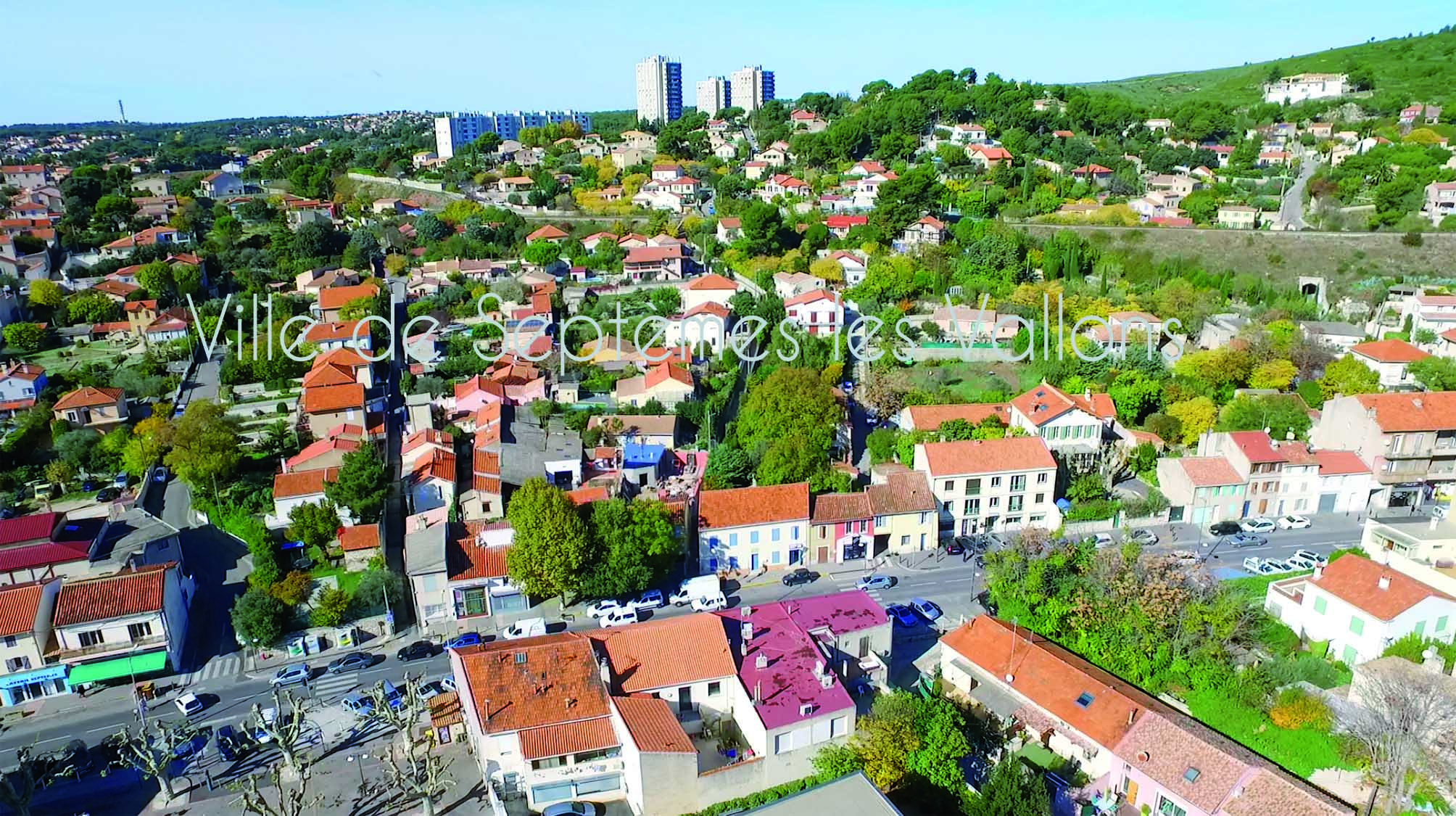
Septèmes-les-Vallons avec le quartier Gavotte-Peyret en fond.

Les Trente Glorieuses voient un fort développement de la ville, notamment lors des années 1970 durant lesquelles la population double. Dans le contexte de l'extension des quartiers nord de Marseille tout proches, la ville s'étend, notamment grâce à la construction du quartier Gavotte-Peyret durant les années 1970. Avec 418 logements sociaux répartis au sein de quatorze bâtiments dont trois tours de 15 et 17 étages, l'ensemble est rénové en 2021 avec une nouvelle isolation thermique. Classé quartier prioritaire, il réunit 1 419 habitants avec un important taux de pauvreté, de 57 % contre 16 % pour l'ensemble de la commune,.

### Publications
Le Centre culturel Louis-Aragon a édité Septèmes, entre mémoire et avenir, un recueil participatif qui retrace, à partir de témoignages, l'histoire de la cité (en vente en mairie).
Le Centre culturel Louis-Aragon a également édité d'autres publications plus thématiques liées à Septèmes, notamment une intitulée 376 Les Castors de Septèmes. Ce dernier ouvrage traite de l'histoire du lotissement des Castors-Isabella, situé au Nord-Ouest de la commune : récit particulier puisqu'il s'agit du mouvement coopératif des Castors, copropriétaires ayant acheté une parcelle à 376 familles, pour ensuite construire de leurs mains autant de maisons.

## Politique et administration

### Tendances politiques et résultats
| Scrutin             | Scrutin             | 1er tour | 1er tour | 1er tour | 1er tour | 1er tour  | 1er tour | 1er tour | 1er tour  | 1er tour | 1er tour | 1er tour | 1er tour | 2d tour | 2d tour | 2d tour | 2d tour | 2d tour | 2d tour |
| Scrutin             | Scrutin             | 1er      | 1er      | %        | 2e       | 2e        | %        | 3e       | 3e        | %        | 4e       | 4e       | %        | 1er     | 1er     | %       | 2e      | 2e      | %       |
| ------------------- | ------------------- | -------- | -------- | -------- | -------- | --------- | -------- | -------- | --------- | -------- | -------- | -------- | -------- | ------- | ------- | ------- | ------- | ------- | ------- |
| Présidentielle 2017 | Présidentielle 2017 |          | FN       | 36,31    |          | LFI       | 28,34    |          | EM        | 13,80    |          | LR       | 11,06    |         | FN      | 51,62   |         | EM      | 48,38   |
| Présidentielle 2022 | Présidentielle 2022 |          | RN       | 31,52    |          | LFI       | 25,69    |          | LREM      | 15,99    |          | REC      | 9,53     |         | RN      | 56,55   |         | LREM    | 43,45   |
| Législatives 2022   | 11e                 |          | RN       | 36,59    |          | MoDem-Ens | 14,33    |          | G·s-Nupes | 28,39    |          | REC      | 5,41     |         | RN      | 60,82   |         | MoDem   | 39,18   |
| Législatives 2024   | 11e                 |          | RN       | 48,31    |          | PS-NFP    | 34,35    |          | MoDem-Ens | 12,10    |          | LR       | 2,05     |         | RN      | 55,33   |         | PS      | 44,67   |

### Liste des maires
| Période                                  | Période               | Identité            | Étiquette | Qualité                                                                                   |
| ---------------------------------------- | --------------------- | ------------------- | --------- | ----------------------------------------------------------------------------------------- |
| 1892                                     | 1900                  | Marius Bourrelly    |           |                                                                                           |
| 1900                                     | 1904                  | Louis Caillol       |           |                                                                                           |
| 1904                                     | 1912                  | Jean Boujon         |           |                                                                                           |
| 1912                                     | 1919                  | Marius Brémond      | Rad.      | Exploitant forestier, propriétaire Conseiller général du canton de Gardanne (1913 → 1940) |
| décembre 1919                            | mai 1925              | Fernand Durbec      | Rad.      |                                                                                           |
| mai 1925                                 | avril 1931 (décès)    | Pierre Tramoni      | SFIO      | Industriel Conseiller d’arrondissement du canton de Gardanne                              |
| mai 1931                                 | janvier 1941          | Élie Corradi        | SFIO      | Employé puis négociant en vins                                                            |
| janvier 1941                             | ?                     | Dominique Sérinelli |           | Directeur d'usine                                                                         |
| Les données manquantes sont à compléter. |                       |                     |           |                                                                                           |
| août 1944                                | mai 1951 (décès)      | Élie Corradi        | SFIO      | Employé puis négociant en vins                                                            |
| 1951                                     | 1960                  | Baptistin Raphaël   | SFIO      | Premier adjoint                                                                           |
| 1960                                     | mars 1965             | Raoul Oreille       | SFIO      |                                                                                           |
| mars 1965                                | décembre 1966 (décès) | François Césari     | PCF       |                                                                                           |
| janvier 1967                             | janvier 1999          | Marc Ferrandi       | PCF       | Cadre de la Compagnie générale maritime                                                   |
| janvier 1999                             | en cours              | André Molino        | PCF       | Attaché commercial                                                                        |
| Les données manquantes sont à compléter. |                       |                     |           |                                                                                           |

### Intercommunalité
Depuis sa création, en juillet 2000, la commune est membre de la communauté urbaine Marseille Provence Métropole.
Depuis 2016, elle a été rattachée à Aix-Marseille-Provence, métropole créée par les lois MAPTAM et NOTRe, et qui a englobé tout le territoire précédemment rattaché à Marseille Provence Métropole. Au sein de cette métropole Aix-Marseille-Provence, il existe six territoires différents qui reprennent les contours des anciennes intercommunalités. Septèmes-les-Vallons est donc rattachée au territoire de "Marseille Provence".

### Politique environnementale

#### Remise en nature des sites qui ont connu des activités polluantes
Les vallons des fabriques et du maire sont référencés et font l'objet de suivi (BASOL)
Le vallon de Fabregoules, occupé en grande partie par la carrière de la cimenterie Lafarge fait l'objet d'une remise en état systématique des zones en fin d'exploitation et accueille des scolaires (sentier de découverte en phase de finalisation). Les sources et les eaux de ruissellement du vallon qui faisaient le ruisseau Caravelle-Aygalades sont captées et traitées selon leur nature, en particulier dans les différents bassin de décantation. Certains sont protégés et strictement interdits en raison du matériel de pompage qui les rendent potentiellement dangereux.L'ensemble de la zone est en activité, privée et interdite.
La remise en état, la végétalisation et d'autres actions sont menées en partenariat avec l'association COLINEO, qui est à l'origine du sentier et d'autres réalisations. Elle suit aussi la flore et la faune sur le site.

#### Préservation de la biodiversité
La propriété Lafarge accueille aussi dans sa zone non exploitée (vallon de Freyguières) la miellerie de l'association "l'abeille provençale" où est disponible du matériel en commun et sont dispensées des formations mensuelles.
Septèmes s'est engagée dans de nombreuses actions en faveur de la préservation de la Nature et de la biodiversité, notamment le programme Agenda 21. À ce titre, la commune réaliser un Agenda de Biodiversité Communal, qui est l'occasion de recenser toutes les espèces animales et végétales présentes dans la commune. C'est aussi le moment de lancer des actions de protection. Ainsi, la commune s'est engagée à protéger les chauves-souris, très présentes sur Septèmes
Septèmes-les-Vallons compte plus de 70 % de son territoire classé en zone naturelle. Très urbanisée le long de l'autoroute, de la voie ferrée et de l'ancienne route nationale 7, le territoire communal est sanctuarisé en zone naturelle à l'est, dans le massif de l'Étoile. La commune compte également sur son territoire une espèce végétale rarissime : la Germandrée faux-petit-pin, présente dans le monde uniquement en France, dans 5 ou 6 communes sur les reliefs bordant le littoral méditerranéen.
Par ailleurs, Septèmes-les-Vallons est une des communes de France qui compte le plus d'arbres remarquables protégés par habitant.

### Jumelages
- Béni-Abbés (Algérie) (Béchar)[31]
- San Damiano d'Asti (Italie)

## Population et société

### Démographie
L'évolution du nombre d'habitants est connue à travers les recensements de la population effectués dans la commune depuis 1793. Pour les communes de plus de 10 000 habitants les recensements ont lieu chaque année à la suite d'une enquête par sondage auprès d'un échantillon d'adresses représentant 8 % de leurs logements, contrairement aux autres communes qui ont un recensement réel tous les cinq ans,.

En 2022, la commune comptait 12 018 habitants, en évolution de +10,79 % par rapport à 2016 (Bouches-du-Rhône : +2,48 %, France hors Mayotte : +2,11 %).
| 1793 | 1800 | 1806 | 1821 | 1831 | 1836 | 1841 | 1846 | 1851  |
| ---- | ---- | ---- | ---- | ---- | ---- | ---- | ---- | ----- |
| 598  | 285  | 406  | 701  | 852  | 916  | 992  | 995  | 1 259 |

| 1856  | 1861  | 1866  | 1872  | 1876  | 1881  | 1886  | 1891  | 1896  |
| ----- | ----- | ----- | ----- | ----- | ----- | ----- | ----- | ----- |
| 1 473 | 1 503 | 1 623 | 1 616 | 2 024 | 1 600 | 1 656 | 1 615 | 1 739 |

| 1901  | 1906  | 1911  | 1921  | 1926  | 1931  | 1936  | 1946  | 1954  |
| ----- | ----- | ----- | ----- | ----- | ----- | ----- | ----- | ----- |
| 1 742 | 1 641 | 1 819 | 1 827 | 2 229 | 2 751 | 3 072 | 3 144 | 4 115 |

| 1962  | 1968  | 1975   | 1982   | 1990   | 1999   | 2006   | 2011   | 2016   |
| ----- | ----- | ------ | ------ | ------ | ------ | ------ | ------ | ------ |
| 4 600 | 5 844 | 10 827 | 10 681 | 10 415 | 10 202 | 10 117 | 11 067 | 10 848 |

| 2021   | 2022   | - | - | - | - | - | - | - |
| ------ | ------ | - | - | - | - | - | - | - |
| 11 734 | 12 018 | - | - | - | - | - | - | - |

### Associations
De nombreuses associations sont présentes dans la commune :
- ”Association républicaine des anciens combattants et victimes de guerre”
- ”Fédération nationale des anciens combattants d'Algérie, Maroc et Tunisie”

### Personnalités liées à la commune
- Jòrgi Reboul (1901-1993), poète qui a donné son nom à la bibliothèque municipale. Deux colloques ont été organisés en 1994 et 2013 à propos de l'action du mouvement occitan, singulièrement entre les deux guerres.
- Francis T (1908-1989), chanteur parodiste, organisateur et animateur de spectacles a vécu sur la commune de Septèmes-les-Vallons (quartier de Notre-Dame-Limite) et est inhumé au cimetière de la Haute Bédoule.
- René Le Guen (1921-1993), syndicaliste, homme politique français et écrivain, y est né.
- Les joueurs de pétanque 
  - Claude Calenzo (1936-2020),
  - René Lucchesi (1936-2022),
  - Serge Rouvière (?-?), ont joué dans le club de la Boule Septémoise.
- Les footballeurs professionnels
  - Zinédine Zidane (1972-),
  - Benjamin Gavanon (1980-),
  - Jérémy Gavanon (1983-) ont appris à jouer au SO Septèmes-les-Vallons.
  - Samir Nasri (1987-), footballeur a grandi à Septèmes-les-Vallons, dans le quartier de La Gavotte-Peyret.
- Lise Vidal (1977-2021), véliplanchiste, double championne d'Europe de sa discipline a passé son enfance dans la commune de Septèmes.
- Clara Luciani (1992-) chanteuse a également grandi sur la commune de Septèmes-les-Vallons, qu'elle évoque entre les lignes dans son album Sainte-Victoire.

### Héraldique
| Armes de Septemes-les-Vallons | Les armes peuvent se blasonner ainsi : D'or à l'arbre arraché de sinople sommé d'une aigle au vol abaissé issant soudée d'argent, à la plaine partie d'azur et de gueules. |

## Économie

### Zones d'activités
La commune compte deux zones d'activités : la zone d'activités de la Haute-Bédoule et la zone d'activités du Pré de l'Aube. Ces deux zones d'activités n'ont pas de spécialités et comptent des entreprises de secteurs très différents allant de la réparation automobile à l'impression numérique, en passant par le commerce de gros de matériel médical.
Ces deux zones d'activités viennent de se doter d'associations d'entreprises pour pouvoir mener des opérations ensemble, comme la collecte des déchets de production. La municipalité a lancé des études avec la CCI Aix-Marseille-Provence pour renforcer l'attractivité de ces deux zones.

### ISDND
Septèmes-les-Vallons compte sur sa commune une Installation de Stockage de Déchets non Dangereux (ISDND) qui s'étend sur une cinquantaine d'hectares. Il s'agit d'un centre de collecte, de tri des déchets avec l'enfouissement de déchets non dangereux. Cette installation est aujourd'hui gérée par le groupe Veolia. Le site valorise les déchets enfouis en produisant de l'électricité par cogénération. L'ISDND comporte également une activité de valorisation des déchets verts sous la forme de compost, commercialisé ensuite. Le site accueille les déchets des particuliers septémois (à hauteur d'une entrée par jour et par personne) comme ceux d'entreprises originaires de la région.
Il aurait dû fermer définitivement en 2006 après 30 ans d'exercice. Sa fermeture sera finalement progressive avec une première phase de démantèlement en 2021-2022, période durant laquelle une vingtaine d'hectares seront rétrocédés à la commune, principalement pour des activités de production d'électricité solaire, via des panneaux photovoltaïques.

### Industrie

#### Lafarge
Depuis 1958, le cimentier Lafarge (groupe Lafarge-Holcim depuis 2015 ) exploite la carrière située dans le vallon de Fabrégoules, avec un premier four destiné à la production de matériaux de construction créé en 1958 suivi d'un deuxième en 1962. Une partie de l'usine Lagarge se situe sur Bouc-Bel-Air, une autre sur Simiane-Collongue. Les anciens se plaisent à raconter les anecdotes du début : découvertes de reliques de la guerre, la femme du directeur surveillant le travail depuis le "château" des Bastidonnes qui sera détruit plus tard au fur et à mesure de l’étalement de la carrière, les éclats d'obus sur le château hébergeant actuellement les services commerciaux, le caractère patriarcal de l'entreprise des premiers temps favorisant une ambiance familiale et de nombreuses activités (salle des fêtes, stand de tir, tennis et piscine, chasseurs et pêcheurs...).
La carrière accueille parfois des groupes pour des visites qui permettent de découvrir la géologie particulière du lieu, avec des traits communs aux cimenteries comme la présence d'argile à côté du calcaire, et d'autres propres au site, comme les couleurs et les ondulations des strates. Le site est protégé et interdit car dangereux en raison des tirs, des à-pics, des fronts de taille, mais aussi des bassins dotés de pompes très puissantes à démarrage automatique.

#### Spi Pharma
Septèmes-les-Vallons compte également une usine pharmaceutique, Spi Pharma, située dans le vallon du Maire. Elle pourvoit une cinquantaine d'emplois directs et propose une activité de fabrication de pansements gastriques à base d'aluminium.

### Agriculture
La commune de Septèmes a compté plusieurs centaines d'hectares consacrés à l'agriculture au début du XXe siècle. Puis, sous le double phénomène de l'urbanisation et de l'industrialisation de la commune, le nombre d'hectares en zone agricole est tombé à 3 en 2008 puis remonté à 34 en 2020. La commune ne compte plus en 2021 que deux sites en exploitation[réf. nécessaire].

## Culture et patrimoine

### Lieux et monuments

#### Monuments laïques

##### Oppidum des Mayans
L'époque antique a laissé  au sud des vestiges de fortifications pré-romaines l'oppidum des Mayans anciennement appelé Castel-Jussiou, qui fait suite à celui de Baou Roux (La Malle, Bouc Bel-air) et celui de la Tête de l'Ost (Mimet), et fait face à l'oppidum du Verduron (Marseille, 15e arr.). Cet oppidum est caractéristique par son plan : un rempart fortifié de 10 tours carrées et doublé d'un enclos à l'intérieur. Il date du VIe siècle av. J.-C., donc il s'agit d'un des premiers lieux de peuplement recensés dans la région marseillaise. Cet oppidum celto-ligure est contemporain de la création de Marseille. L'oppidum des Mayans est classé monument historique par arrêté du 28 avril 2004,.

##### Époque médiévale
De l'époque médiévale il reste des ruines de redoutes. Deux d'entre elles sont situées sur la colline du Belvédère, de façon à surveiller les routes qui sortaient de Marseille.
De la présence des chanoines de la Major, il reste une ancienne résidence du XVIIe siècle.
De sa situation sur l'axe important de circulation entre Aix-en-Provence et Marseille, il reste des vestiges de fortifications à Camp-Long.

#### Patrimoine religieux
La présence régulière de religieux a marqué la commune par la construction de nombreux édifices :
- Église Sainte-Anne XIXe siècle néo-romane ;
- Ancienne église paroissiale du XVIIe siècle : clocher-arcade perpendiculaire ;
- Couvent des religieuses de Saint-Joseph ;
- Chapelle XIe siècle de Fabrégoules ;
- Chapelle Notre-Dame ;
- Oratoire (quartier du Tubie).

#### Espaces verts

##### Le Massif de l’Étoile
Septèmes compte de nombreux espaces verts naturels, comme le Massif de l’Étoile, accessible depuis de nombreux quartiers du Centre (Vallon du Maire), des Cayols (Vallon de Freyguières), des Peyrets (Fabrégoules), de Notre-Dame-Limite (haut de la rue de l’Étoile), des Peyrards (Vallon des Peyrards) et des Mayans (Vallon des Mayans). Ce massif forestier est protégé au titre du label Natura 2000. Il est accessible aux piétons (randonnées, promenades), aux vététistes et autres sportifs qui l'utilisent presque quotidiennement (course nature et marche nordique par exemple). Ces hectares de forêt sont soumis au régime forestier et gérés par l'ONF. Ce massif est caractérisé par la présence de Pins d'Alep et de chênes, typiques de la forêt méditerranéenne.

##### Le Grand Pavois
Le complexe sportif du Grand Pavois est un lieu emblématique de Septèmes-les-Vallons. Il s'agit d'un parc à vocation sportive qui compte une piste d'athlétisme, un terrain de football, un parcours santé, un skate parc, des aires de jeux pour enfants et plusieurs boulodromes. C'est un espace destiné aux familles et aux sportifs amateurs.

##### Le Jardin du Centre
Le Jardin du Centre est un jardin pour enfants situé dans le quartier du centre-ville de Septèmes, à proximité immédiate de l'école Tranchier-Giudicelli. C'est un espace bucolique avec une fontaine, une aire de jeux pour enfants et un sentier botanique. L'été, des manifestations culturelles y sont organisées comme le festival "Jazz sous les oliviers".

### Patrimoine industriel
Les collines de Septèmes comportent plusieurs édifices civils, industriels et militaires.

Le lieu-dit les Fabriques est l'emplacement d'une des deux usines des vallons. Les pentes des collines portent encore la trace des tranchées et de scories provenant de l'activité industrielle : acides, soude, engrais, carbonate et sulfate de cuivre, fabriqués sur le site les dernières années par la société Delta Cuivre.

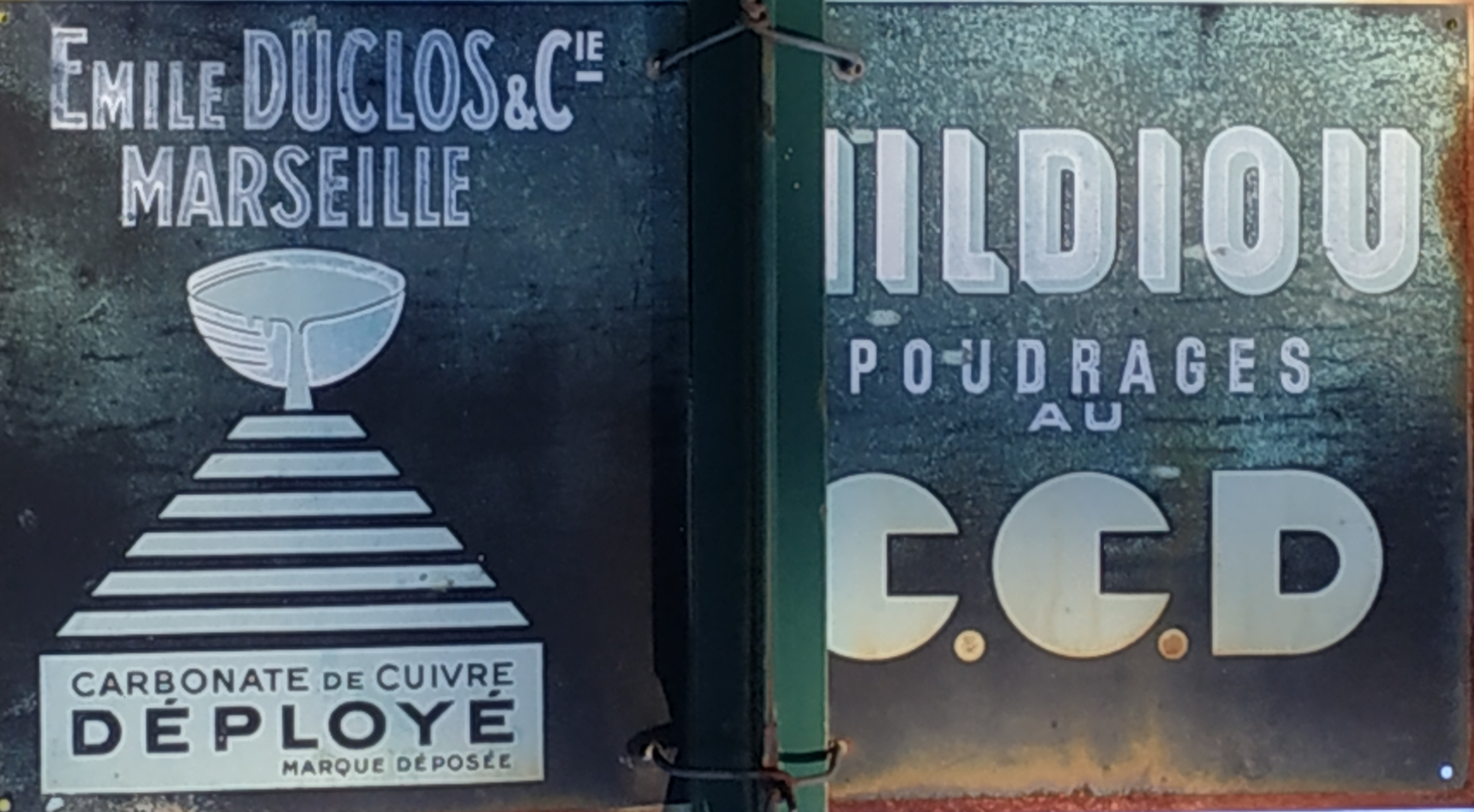

 L'activité avait été reprise pendant les années 1990 par ELF Atochem Agri, puis repris par la société Duclos Chimie pour la revalorisation de déchets mercuriels et la fabrication de sels d’aluminium destinés au traitement des eaux, au traitement des bétons projetés et à l'industrie chimique (stockage de terres alumineuses, mélanges simples, filtration et séchage). Cette activité ne concernait que la partie basse, et ce jusqu'à sa liquidation judiciaire en 2012. Il a été suivi depuis par Duclos-Environnement, puis après 2011 par MBM Energipole. Le reste du domaine est utilisé pour l'enfouissement de déchets sur le plateau par la société SOREDEM.
Le vallon du Maire a vu deux activités différentes coexister. La première, depuis 1890 a été le siège de plusieurs activités (chimie organique, minérale, pesticide) regroupées sous l'ancien exploitant Schloesing jusqu'en 1974. Les terrains ont été cédés à 1974 de Duclos-Gestion puis Rhône-Poulenc-RORER, dernier propriétaire foncier sans jamais avoir exploité, devenu depuis Aventis.
La deuxième, SPCA Barcroft (SPI Pharma), serait l'occupant d'ateliers ayant commencé leurs activités dès 1810, site actuel fabrication de produits chimiques alumineux notamment pour l'industrie pharmaceutique, sans rapports avec les précédentes activités.

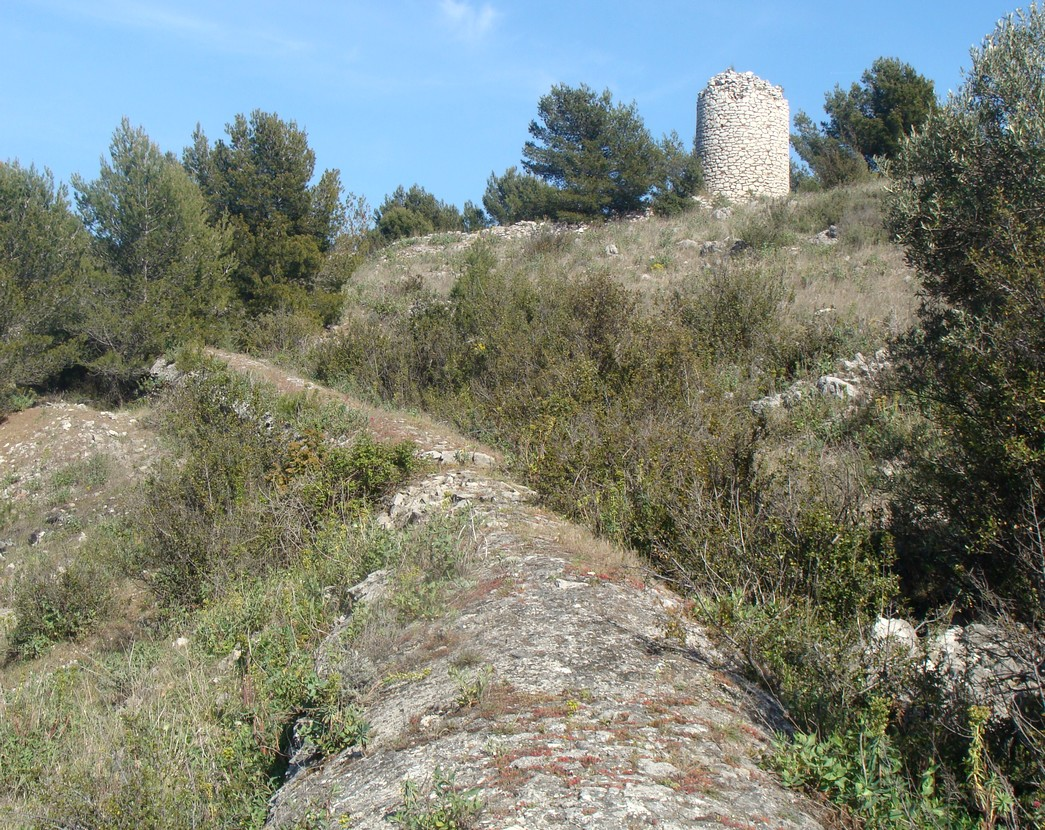

Le petit vallon des Fabriques et le vallon du Maire sont bordés de deux collines portant la trace de nombreuses cheminées rampantes, ponctuées de vestiges des installations industrielles de la fin du XIXe des deux vallées. Les dépôts et scories seraient d'après certaines fiches du BASOL de simples noirs de fumées. D'autres fiches notent sur les parcelles des cheminées rampantes des pollutions importantes au plomb et à l'arsenic, qui seraient liées à la production dès le milieu du XIXe  d'acide sulfurique, de plomb, d'engrais phosphatés, d'arsenite de soude et d'acide chlorhydrique. Les cartographies des zones polluées ne montrent pas de lien avec le réseau de cheminées rampantes, mais le fait que certaines se contredisent pose un problème, de même que la fonction même de condensation de ces cheminées rampantes quand elles suivent les courbes de niveau, ainsi que le niveau de pollution des scories sur d'autres lieux montrant des cheminées rampantes.
La technique des cheminées rampantes, en particulier pour le plomb, permet d'éviter de construire des cheminées très haute. On construit un conduit à même le sol en profitant de la pente naturelle et on ne construit qu'une petite cheminée en haut de la crête, comme c'est documenté pour l'usine à plomb de la calanque de l'Escalette, ou celle de Montredon au sud de Marseille. La longueur de la cheminée rampante permettrait de refroidir et condenser une partie des fumées, le reste étant relâché à l'air libre à une hauteur permettant de diminuer la concentration des retombées. La conformation du vallon permettant aussi un effet de tirage en utilisant les vents locaux Dès Napoléon III, il existait des règlements imposant l'éloignement des pollutions. Mais ici, il faut noter un réseau dense de "cheminées rampantes"  avec peu de pente, qui se succèdent les unes au-dessus des autres. Mais la fabrication du plomb et les pollutions associées sont à rapprocher de la chasse qui disperse 5000 à 8 000 t de plomb dans la nature à la fin XXe siècle[non neutre].
On note la présence d'une belle colonne en brique mais proche de la ruine sur la colline sud, qui semble avoir été érigée par les industriels à l'apogée des usines, et plus loin, sur cette même colline, située sur un itinéraire de découverte au départ du terrain de boules, l'emplacement de la batterie de DCA, avec ses 4 cuves toujours dotées de leurs affûts métalliques.
Il s'agit de la 176e batterie, qui faisait partie du système de défense de Marseille, mise en place le 27 aout 1939 contre les forces de l'Axe, démontée le 27 juin (ordre de fin de mission) puis remontée la 4 juillet (contre les britanniques) et finalement dissoute le 1er août,. Elle était dotée d'une usine à projecteur, toujours debout, et d'un mur à détection sonique (voir les photos sur le lien). Le groupe électrogène est toujours en place, non loin là, près de la carrière.
Affuts modèle 1915 (éventuellement 1930), avec canons de 75 mm. La batterie a tiré mais il n'y a pas de preuve qu'elle ait abattu d'avion. L'armement était plus dissuasif qu'efficace.
Septèmes conserve une « bergerie municipale », achetée lors de la cession d'activité de l'ancien berger et concédée depuis à un exploitant. Il fait perdurer d'une part la race des chèvres du Rove avec ses chèvres aux magnifiques cornes torsadées et d'autre part la tradition de la brousse du Rove bénéficiant depuis 2018 du plus petit AOC. La race se caractérise par un lait riche et plein d'arômes grâce à une alimentation à base d'herbe, de genêt mais aussi chêne kermès et romarin, dont l'équilibre est assuré par le travail du berger qui les mène sur les collines avoisinantes sous l'Étoile, pendant que l'exploitant assure la fabrication et la vente du fromage. La bergerie et son magasin se situent dans le vallon de Freyguières, juste derrière le stade, en dessous de la route de l'ORTF.
Le château des Bastidonnes, dans le vallon de Fabrégoules, était la résidence des directeurs de l'usine Lafarge d'où il pouvait voir l'ensemble de la carrière. Il a été démantelé lorsque la carrière s'est étendu dans cette zone. Le château actuel, situé sur la commune de Bouc Bel-air montre des impacts de balles et d'obus, témoins des combats qui se sont déroulés dans cette zone. Ce château abritait le commandement en particulier des unités allemandes basées à Fabrégoules, dont certaines ont posé un problème lors de la libération de Marseille, bloquant ce passage obligé, jusqu'à leur contournement par les Tabors marocains et les tirailleurs algériens.

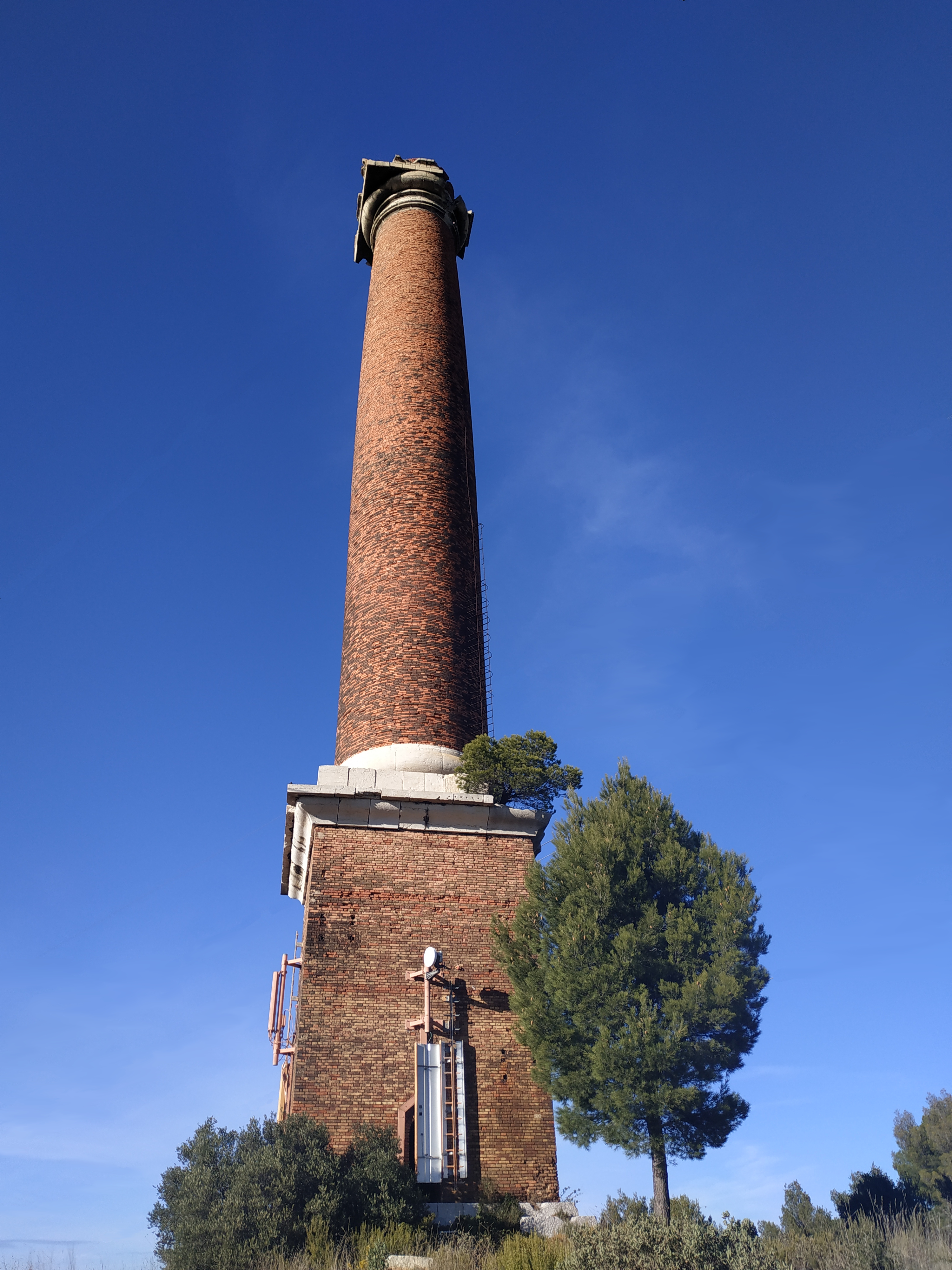
Cheminée de l'ancienne entreprise Duclos chimie vers laquelle convergeaient des « cheminées rampantes ».
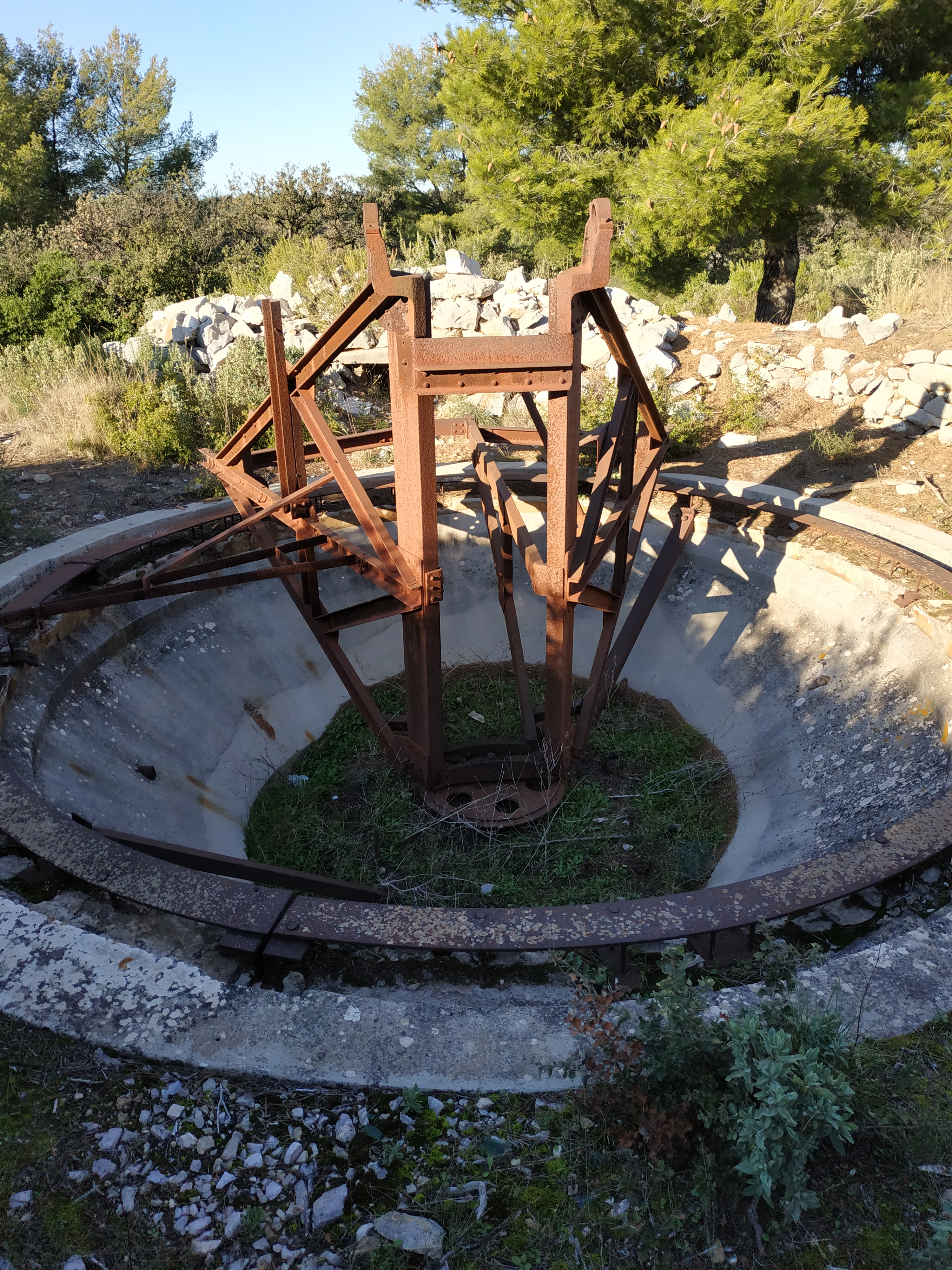
Affût de batterie anti-aérienne au-dessus de Septèmes-les-Vallons.
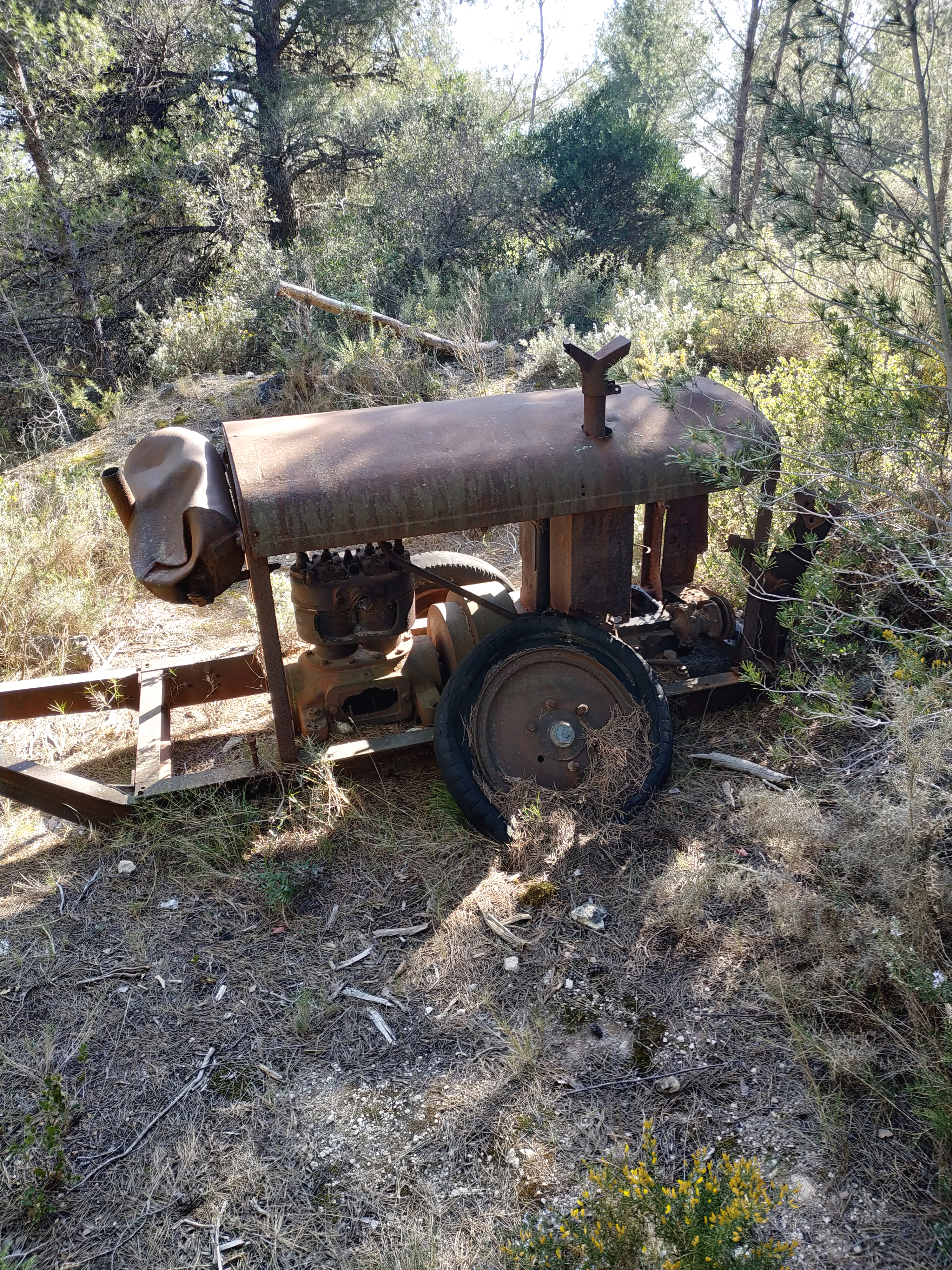
Groupe électrogène qui alimentait la 176e batterie anti-aérienne.

### Patrimoine naturel
Sur les 1 784 ha de superficie de la commune, il y a 898,4 ha d'espaces boisés ou reboisés, parmi lesquels 449 sont soumis au régime forestier.
Ce domaine forestier de la commune est situé sur le massif de l'Étoile. Un incendie en juillet 1997 dont le point de départ était la décharge de Septèmes, a ravagé plus de 3 000 ha dans ce massif.
Le massif a été exploité par les gemmeurs qui récoltaient la résine pour en faire de l'essence de Térébenthine. On retrouve ainsi parfois çà et là des restes de coupelles coniques en argile cuite.